# Journey of Love世界巡迴演唱會
Journey of Love世界巡迴演唱會 是玉女掌門人周慧敏的首個巡回演唱會，亦是其為Deep V. 25周年演唱會後的第一个演唱會。

## 巡演地點
| 日期              | 國家/地區 | 城市   | 場地                                  | 附註                     |
| ----------------- | --------- | ------ | ------------------------------------- | ------------------------ |
| 2012年5月19日     | 中國      | 澳門   | 金光綜藝館                            | 巡迴首站                 |
| 2012年10月27日    | 中國      | 廣州   | 廣州體育館                            |                          |
| 2013年3月9日      | 美國      | 裏諾   | Peppermill Reno Tuscany Events Center | 17年後再次來美加開演唱會 |
| 2013年3月12日     | 加拿大    | 多倫多 | 華瑪娛樂演奏廳 Casino Rama            |                          |
| 2013年12月21-22日 | 美國      | 康州   | 康州金神大賭場 Mohegan Sun Arena      |                          |

## 表演曲目
澳門。
1. Yesterday Once More 
2. 天荒愛未老 
3. 如果你知我苦衷 
4. 台下女主角 
5. 紅葉落索的時候 
6. 新不了情 
7. 美少女戰士  
8. 自作多情 
9. 等了又等 
10.好久不見 
11.走在雨中  
12. 最愛 
13. 壞女孩 / 跳舞街 / 對你愛不完
14. 城裡的月光 
15. 歲月的童話 / 愛你多過愛他 / 鋼線之舞
16. 痴心換情深  
17. 留戀  
Encore
18. 秋櫻 
19. 留住有情人
20. 千個晨早 
21. 孤單的心痛
廣州。
1. 天荒愛未老
2. 感情的分禮
3. 台下女主角 
4. 紅葉落索的時候 
5. 城裡的月光
6. 美少女戰士  
7. 自作多情 
8. 等了又等 
9. 好久不見 
10. 走在雨中  
11. 為你 
12. 流言 （w/林隆璇) 
- 林隆璇 - 你那麼愛他
13. 壞女孩 / 跳舞街 / 對你愛不完
14. 知己 （w/邰正宵)
- 邰正宵 - 心要讓你聽見 
15. 愛你多過愛他  
16. 千個晨早 / 歲月的童話 / 鋼線之舞 
17. 留住有情人  
18. 快樂和不快樂的蝴蝶
19. 孤單的心痛
Encore 
20. 最愛 
21. 時間
22. 痴心換情深 
23. 留戀 
24. 如果你知我苦衷
美国 Reno/加拿大 - 多伦多。 
1. 天荒愛未老 
2. 感情的分禮
3. 台下女主角 
4. 紅葉落索的時候 
5. 美少女戰士 
6. 自作多情 
7. 等了又等 
8. 好久不見
9. 走在雨中  
10. 為你 
11. 壞女孩 / 跳舞街 / 對你愛不完
12. 愛你多過愛他 
13. 千個晨早 / 歲月的童話 / 鋼線之舞
14. 孤單的心痛
Encore
15. 最愛
16. 時間
17. 痴心換情深
18. 留戀
19. 如果你知我苦衷